# American Journal of Potato Research
American Journal of Potato Research is een internationaal, aan collegiale toetsing onderworpen wetenschappelijk tijdschrift op het gebied van de landbouwkunde. De naam wordt in literatuurverwijzingen meestal afgekort tot Am. J. Potato Res. Het wordt uitgegeven door de Potato Association of America en verschijnt tweemaandelijks.